# Musiksverige
Musiksverige är en ekonomisk förening och en intresseorganisation som sedan starten 2010 företräder artister, låtskrivare, musiker, managers, producenter, skivbolag samt musikförläggare i Sverige och driver dessa gruppers frågor. Organisationens tre fokusområden är upphovsrätt, musikexport och utbildningsfrågor. Linda Portnoff är verksamhetschef.
Föreningen anser att upphovsrätten är en "förutsättning för sysselsättning inom de kreativa och kulturella näringarna och för ett stort och varierat musikutbud" och arbetar därför för att främja den så att "artister, musiker, kompositörer och textförfattare ska kunna leva på sitt yrke och att skivbolag och musikförläggare ska kunna skapa tillväxt genom sina investeringar i musik".

## Historik
Musiksverige grundades av nio organisationer:
- SAMI (Svenska Artister och Musikers Intresseorganisation)
- Musikerförbundet
- SYMF (Sveriges Yrkesmusikerförbund)
- STIM (Svenska Tonsättares Internationella musikbyrå)
- FST (Föreningen Svenska Tonsättare)
- Musikförläggarna
- SKAP (Föreningen Svenska Kompositörer av Populärmusik)
- IFPI Svenska Gruppen (International Federation of the Phonographic Industry)
- SOM (Svenska Oberoende Musikproducenter)

### Nätverksmedlemnar
Musiksverige har fyra nätverksmedlemmar:
- SSES (Swedish Sound Engineers Society)
- Sveriges Dragspelares Riksförbund
- MBIN (Music Business Independent Network)
- MMF (Music Managers Forum Sweden)